# Predeal
Predeal (pronunciación en rumano: /preˈde̯al/; en húngaro: Predeál) es una ciudad en el distrito de Brașov en Rumania, con una población de 5.183 habitantes (2010). Predeal es la localidad más alta de Rumania y está situada en el valle Prahova, a más de 1000 metros de altura, por lo que constituye un importante resort de montaña. El nombre de la ciudad deriva de la forma arcaica rumana "pre deal", que significa "en la colina", o de la palabra eslava "predel", que significa "límite".
La ciudad administra tres poblados: Pârâul Rece, Timișu de Jos (Alsótömös; Untertömösch) y Timișu de Sus (Felsőtömös; Obertömösch).